# Eugène Guénin
Pour les articles homonymes, voir Guénin (homonymie).
Eugène Guénin (Eugène Prosper Guénin, né le 4 septembre 1865 à Paris 17e, décédé le 21 août 1931 à Paris 15e) est le fils de Louis Prosper Guénin. Il a continué à faire évoluer la méthode de sténographie de son père, et était lui-même sténographe au Sénat.

## Distinctions honorifiques
- Prix Montyon de l’Académie française en 1899
- Prix Sobrier-Arnould de l’Académie française en 1909
- Chevalier de l'Ordre national de la Légion d'honneur le 19 janvier 1911[2]
- Officier de l'Ordre national de la Légion d'honneur le 24 mars 1923[2]
- Commandeur de l'Ordre national de la Légion d'honneur le 25 mars 1930[2]